# علی حق پرست
علی حق پرست یک بازیکن والیبال اهل ایران (بابل) است که در پست دریافت کننده قدرتی بازی می‌کند. او در حال حاضر عضو تیم ملی والیبال ایران و تیم چادر ملو در لیگ برتر والیبال ایران است. علی حق پرست یکی از چهره‌های جدید تیم ملی والیبال ایران است. وی در لیگ ملت‌های والیبال ۲۰۲۵ حضور داشت.